# Burgstall Wieseck
Beim Burgstall Wieseck handelt es sich um die nördliche der beiden ehemaligen Spornburgen von Erlingshofen, einem Ortsteil des Marktes Kinding im oberbayerischen Landkreis Eichstätt in Deutschland; die andere Festung ist die Burg Rundeck. Die Anlage wird als Bodendenkmal unter der Aktennummer D-1-7033-0067 im Bayernatlas als „mittelalterlicher Burgstall“ geführt. 

## Geografische Lage
Der Burgstall liegt 720 Meter nordnordöstlich der katholischen Filialkirche Mariä Himmelfahrt von Erlingshofen auf einer nach Nordosten gerichteten 480 m ü. NN hohen Bergzunge des Niefanger Berges. Der Sporn ist im Westen durch steilabfallendes Gelände zum Kerntal, einem vom Hafenbrunnenbach durchflossenen Seitental des Anlautertales, geschützt.

## Geschichte
Im Volksmund heißt der Burgstall „alte Feste“, auf Flurkarten des 19. Jahrhunderts findet man die ähnliche Bezeichnung „Alte Festung“; die „neue“ Burg war die etwas südlich auf den Grundmauern einer Vorgängerburg 1381 errichtete Burg Rundeck bzw. Stossenberg.
Die Burginsassen werden erstmals im 12. Jahrhundert namentlich erwähnt. 1159 erscheinen urkundlich ein Gottfried I. von Erlingshofen und sein Ritter und Ministeriale Helmwich. Dieser „Helenwicus“ ist zusammen mit einem weiteren Ministerialen namens Rüdiger (I.) 1166 in einer Bischofsurkunde bezeugt, beide mit der Herkunftsbezeichnung von „Erlingshouen“. Sie waren Dienstmannen der Edelfreien von Erlingshofen und Arnsberg, die in der zweiten Hälfte des 12. Jahrhunderts Erlingshofen nach Arnsberg übersiedelten und sich später nach Heideck benannten. Die Erlingshofer traten in den Dienst der Grafen von Hirschberg; mit dem Aussterben der Hirschberger mit Graf Gebhard VII. im Jahr 1305 gelangte die Burg an den Eichstätter Bischof. Laut Pontifikale Gundekarianum wurde die Burg unter der Regierungszeit von Bischof Philipp von Rathsamhausen (1305–1322) zerstört, nachdem Rüdiger III. (Rüdlin) von Erlingshofen mit ihm in Streit geraten war – wegen nicht näher überlieferten Übergriffen und Anmaßungen. 1312 söhnte sich „Rüdlin von Erlungshofen“ mit Eichstätt aus; bischöfliche Bedingung war aber, weder die Burg neu zu errichten, noch den Burgstall an Dritte zu verkaufen. Daraufhin verkaufte Rüdlin 1332 den Burgstall an den Eichstätter Bischof selbst, nämlich an Heinrich V. Schenk von Reicheneck. 1372 wurde dem Eichstätter Bischofsstuhl die Rechte an Berg und Burgstall Erlingshofen durch ein Urteil des Landgerichts Hirschberg bestätigt. Die „alte Feste“, die spätestens 1801 im Geographischen statistisch-topographischen Lexikon von Franken von Johann Kaspar Bundschuh „Wieseck“ heißt, blieb aber Ruine; jegliches Mauerwerk verlor sich im Laufe der Zeit.
Erst 1414 erhielten die Erlingshofer mit der Burg Bechthal – heute Ruine – wieder einen eigenen herrschaftlichen Besitz, bis mit Christoph von Erlingshofen, erwähnt 1539, das Geschlecht ausstarb.

## Beschreibung
Von der einstigen Spornburg haben sich nur mehr Gräben und Schuttwälle erhalten. Das heutige Bodendenkmal zeigt deutlich eine Teilung in Haupt- und Vorburg, die durch einen in den Felsen gehauenen Graben voneinander getrennt sind. Die in etwa rechteckige Vorburg schützte die ovale Hauptburg gegen das Hinterland. Der Burgzugang befand sich im Südwesten der Anlage und wurde durch ein unmittelbar östlich des Zuganges gelegenes viereckiges Gebäude und durch einen nördlich davon gelegenen Rundturm gesichert. Den Eingang zur Hauptburg sicherte ein Bergfried, der östlich des ehemaligen Torbaues durch einen hohen Schuttkegel erkennbar ist. Der nicht sehr große Palas, das Hauptwohngebäude der Burg, befand sich wahrscheinlich an der westlichen Burgseite. Auf der nordwestlichen Hügelspitze war etwa ein Drittel der Hauptburg durch eine Quermauer abgetrennt. Da in diesem Bereich Schuttwälle fehlen, geht man davon aus, dass hier nur Holz- oder Fachwerkbauten standen.